# Arroyo del Medio
Arroyo del Medio é uma cidade argentina da província de Misiones.
O município está situado no departamento Leandro N. Alem; tem limites com os municípios de Cerro Azul, Leandro N. Alem e Dos Arroyos do mesmo departamento, e com os de San José do departamento Apóstoles, Santa María do departamento Concepción e Itacaruaré do departamento San Javier.
O município conta com uma população de 2.142 habitantes, segundo o Censo do ano 2001 (INDEC).